# Svjetionik Rt Vnetak
Svjetionik Rt Vnetak je svjetionik na jugozapadnom rtu otoka Unije, na ulazu u Kvarner.

## Vanjske poveznice
|  | Zajednički poslužitelj ima još gradiva o temi Svjetionik Rt Vnetak |